# Gestes des Chiprois
Ne doit pas être confondu avec Chronique du Templier de Tyr.
Les Gestes des Chiprois sont la compilation en vieux français d'une chronique écrite par un historien anonyme du XIVe siècle, nommé conventionnellement le « Templier de Tyr ». Rédigées entre 1315 et 1320 environ à Chypre, ces chroniques présentent l'histoire des États croisés et du royaume de Chypre de 1132 à 1309, ainsi qu'un récit des procès des Templiers en 1314. Elles sont divisées en trois parties, dont la troisième, l'œuvre originale du compilateur, constitue la source la plus importante pour les dernières années du royaume de Jérusalem et l'un des deux seuls témoignages oculaires de la chute d'Acre en 1291.

## Auteur
Peu de choses sont connues sur l'auteur anonyme sinon ce qui peut être déduit du texte en lui-même. L'appellation « Templier de Tyr », impliquant que l'auteur était un membre de l'Ordre du Temple résidant à Tyr, a longtemps été considérée comme infondée. Elle reposait sur son association évidente avec Guillaume de Beaujeu, maître des Templiers de 1273 à 1291, et sur son long séjour à Tyr entre 1269 et 1283. En fait, il est peu probable qu'il ait été lui-même chevalier templier, sinon il aurait été arrêté avec tous les autres Templiers à Chypre en 1308.
L'auteur est né vers 1255 et n'avait pas plus de quinze ans lorsqu'il était page de Marguerite d'Antioche-Lusignan (en) en 1269. Il lui servit comme page pendant un an et assista à son mariage à Tyr avec Jean de Montfort en 1269. Marguerite étant la sœur du roi Hugues III de Chypre, il est donc probable que ses pages soient issus de la noblesse chypriote et que le « Templier de Tyr » soit ainsi né à Chypre dans une famille de moindre noblesse.
L'auteur parlait couramment l'arabe et traduisait en français les lettres du sultan égyptien Al-Ashraf Khalil à Guillaume de Beaujeu.

## Texte
La chronique est conservée dans un seul manuscrit chypriote, copié en 1343 pour le chef de la famille Mimars par son prisonnier, Jean le Miège, au château de Kyrenia (en) mais le début et la fin du texte sont manquants. Le texte commençait probablement par la Création, mais dans son état actuel, il débute en 1132. De même, le récit s'achève abruptement au milieu de l'année 1309, mais se prolongeait initialement un peu plus loin. Il ne dépassait probablement pas 1321, et très certainement pas 1324.
Les trois parties de l'ouvrage s'appuient sur des sources différentes. La première, qui remonte le récit jusqu'en 1224, est tirée des Annales de Terre Sainte. La seconde, qui couvre les années 1223 à 1242 et la guerre des Lombards, est tirée de l'Histoire de la guerre entre l'empereur Frédéric et sire Jean d'Ibelin par Philippe de Novare et contient également cinq poèmes de Philippe sur cette guerre. La troisième s'appuie sur l'Estoire d'Eracles, qu'elle qualifie de « Livre dou Conquest », pour compléter la période jusqu'en 1270. Après quoi le compilateur s'appuie sur sa propre mémoire et les témoignages oraux pour rédiger un récit original des dernières années du royaume de Jérusalem et des deux décennies suivantes à Chypre. Bien que le texte conservé soit interrompu au milieu de l'année 1309, il contient un compte rendu détaillé du procès des Templiers en 1314.

## Sources